# Frederick Barclay

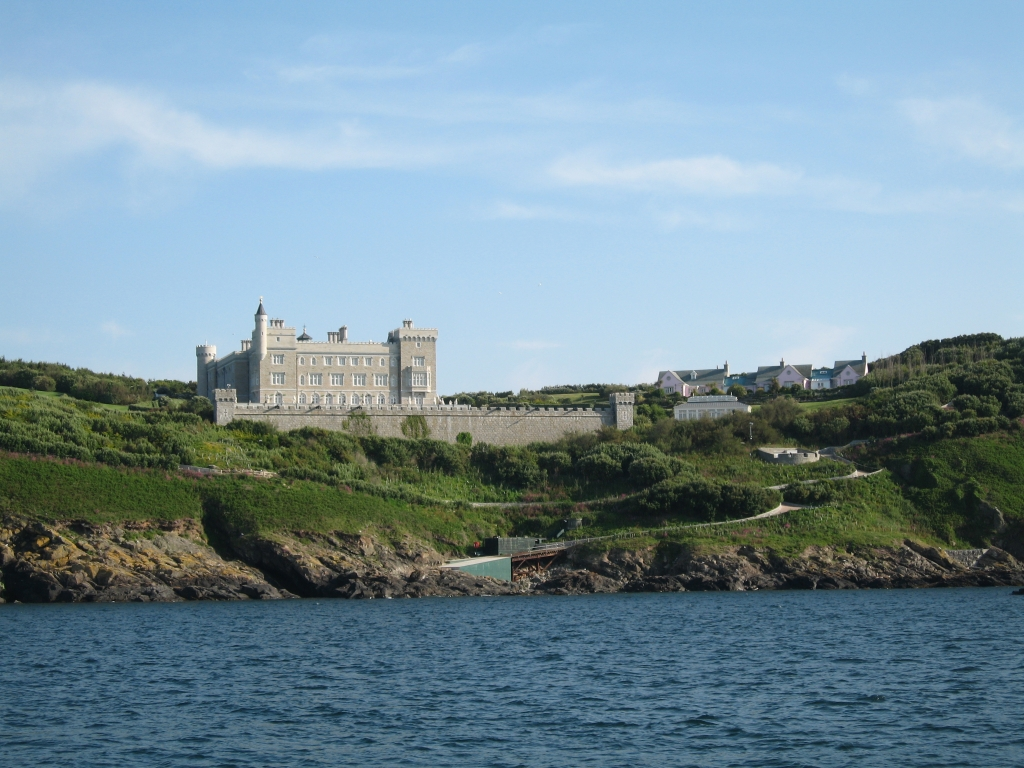
Das Barclay-Brüder-Schloss auf Brecqhou (2009)

Frederick Barclay (* 27. Oktober 1934 in Hammersmith, London) ist ein britischer Unternehmer und Verleger.

## Leben
Seine Eltern waren die Schotten Frederick Hugh Barclay und Beatrice Cecilia Taylor. Über das Unternehmen Press Holdings waren er und sein Zwillingsbruder David Barclay bis zu dessen Tod im Januar 2021 gemeinsame Eigentümer der Magazine The Business und The Spectator.
In den 1970er-Jahren heiratete Barclay die in London lebende Japanerin Hiroko Asada. 2021 ließ sich Asada nach 34 Jahren Ehe im Jahr 2021 von Sir Frederick Barclay in London scheiden. Das Scheidungsurteil und die finanzielle Einigung mit einer Unterhaltszahlung von 100 Mio. Pfund an Asada erfolgten im Mai 2021. Dies zählt zu den höchsten Scheidungsurteilen in Großbritannien und generierte großes mediales Interesse.
Im Jahr 1993 erwarb Barclay zusammen mit seinem Bruder die britische Kanalinsel Brecqhou. Politisch gehört Brecqhou zu Sark, das wiederum ein Teil der Vogtei Guernsey (bailiwick Guernsey) ist. Sie agierten über eine Vielzahl an komplex verschachtelten Unternehmensvehikeln, Trusts und internationalen Holdings, insbesondere mit Sitz in Offshore-Finanzzentren wie Jersey, Bermuda oder Monaco, und konnten so Gewinne verschieben und britische Steuerlast vermeiden.
Die Brüder erwarben 2002 das britische Einzelhandelsunternehmen Littlewoods. Zudem gehörte ihm und seinem Bruder seit 2004 über das Unternehmen Press Acquisitions Limited der Verlag Telegraph Group Limited. Zu diesem Verlag gehören unter anderem die britischen Zeitungen The Daily Telegraph und The Sunday Telegraph.
Das Vermögen der Familie Barclay wurde 2020 auf rund 7 Mrd. Pfund geschätzt, doch verloren etliche Beteiligungen an Wert. Frederick Barclays Bruder David starb im Januar 2021.